# Parque Nacional dos Altos de Nsork
O Parque Nacional dos Altos de Nsork (em castelhano:  Parque nacional de Los Altos de Nsork) é um parque nacional na Guiné Equatorial. Foi criado em 2000. O parque cobre uma área de 700 km2 (270 sq mi).

## Topografia e clima
O terreno é de colinas altas, com socalcos baixos e dissecados. A área é limitada a oeste pelo rio Abang e a leste e sul por estradas; existem poucas estradas no parque.